# Мідлсбро (боро)
Боро Мідлсбро — це округ зі статусом унітарної влади в Північному Йоркширі, Англія, розташований навколо міста Мідлсбро на півночі графства. Він знаходиться в мерії Тіс-Веллі разом із районами Стоктон-он-Тіс, Редкар і Клівленд, Гартлпул і Дарлінгтон. Нанторп, а також Стейнтон і Торнтон мають статутні парафіяльні ради.

## Історія
| Графство                   | Графство         | Графство   | Район/район         | Район/район | Район/район | Район/район           |
| Назва                      | Тип              | Утриманець | Тип                 | Від         | Поки        | Примітки              |
| -------------------------- | ---------------- | ---------- | ------------------- | ----------- | ----------- | --------------------- |
| Йоркшир                    | Історичний       | Yes        | Муніципальний район | 1856 рік    | 1889 рік    |                       |
| Північний Райдинг Йоркширу | Адміністративний | Ні         | Повітовий район     | 1889 рік    | 1968 рік    | Об'єднався в Teesside |
| Клівленд (місто графства)  | Нестоличний      | Yes        | Район Шир           | 1974 рік    | 1996 рік    |                       |
| Північний Йоркшир          | Урочистий        | Ні         | Унітарна влада      | 1996 рік    |             |                       |

З моменту створення графства в 1889 році (з історичного підрозділу Йоркшир) території під управлінням Міддлсбро залишалися частиною графства Північний Райдінг Йоркширу для різної кількості самоврядування. Останню ітерацію цього правління було відтворено як не столичний округ у графстві Клівленд (самим округом керували з Мідлсбро) у 1974 році. З 1996 року для церемоніальних цілей округ є частиною Північного Йоркшира як унітарна влада. Пожежна служба та поліція, однак, залишаються, а також розміщення району в Північно-Східній Англії замість Йоркшира та Хамбера, до яких належать великі частини Північного Йоркширу. Він включений до об’єднаної території долини Тіс для стратегічних цілей.

## Території боро
До складу боро входять такі території:
- Аклам
- Бервік Хіллс
- Ферма Брамблс
- Кулбі Ньюхем
- Великдень
- Grove Hill
- Хемлінгтон
- Лінторп
- Мідлхейвен
- Нанторп
- Ормсбі
- Палістер
- Стейнтон
- Солтерсгілл
- Торнтон
- Thorntree
- Толсбі
- Західний пров
- Вінні Бенкс

## Структура
Район складається з 19 районів міської ради (раніше 21, оскільки район Грешем об’єднався з районом Ньюпорт між переписами 2011 та 2021 років) у межах району Мідлсбро. У кожному районі є нестатутний громадський комітет. Це також дві статутні парафіяльні ради для «Nunthorpe» і «Stainton and Thornton». Східний, північний і західний Мідлсбро, а також частини парку Енд-енд-Бекфілд, Бервік-Гілс-енд-Паллістер і Ледгейт охоплені парламентським округом Мідлсбро . Південний Мідлсбро, а також інші частини районів охоплені парламентським округом Мідлсбро Південний і Східний Клівленд.

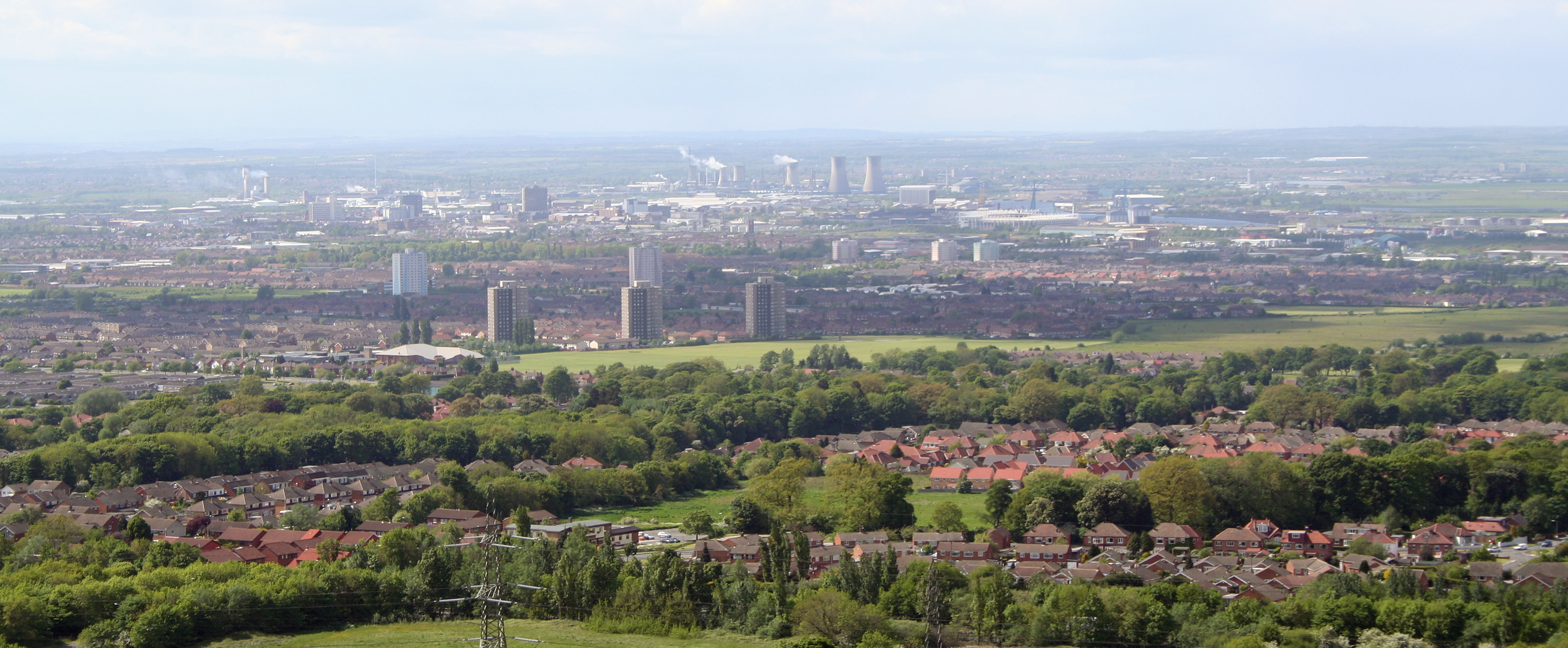
Горизонт Мідлсбро

## Міський голова
| рік      | Ім'я міського голови |
| -------- | -------------------- |
| 1853 рік | Генрі Болков         |
| 1854 рік | Ісаак Вілсон         |
| 1855 рік | Джон Воган           |
| 1856 рік | Генрі Томпсон        |
| 1858 рік | Джон Річардсон       |
| 1859 рік | Вільям Феллоуз       |
| 1860 рік | Джордж Боттомлі      |
| 1861 рік | Джеймс Гарріс        |
| 1862 рік | Томас Брентнал       |
| 1863 рік | Едгар Гілкс          |

| років          | Ім'я міського голови |
| -------------- | -------------------- |
| 2002–2015 роки | Рей Маллон           |
| 2015–2019 роки | Дейв Бадд            |
| 2019–          | Енді Престон         |

Першим мером Мідлсбро був німець Генрі Болков у 1853 році.   У 20-му столітті, після запровадження загального виборчого права в 1918 році та змін у місцевому уряді у Сполученому Королівстві, роль мера змінилася і стала в основному церемоніальною.

## Економіка

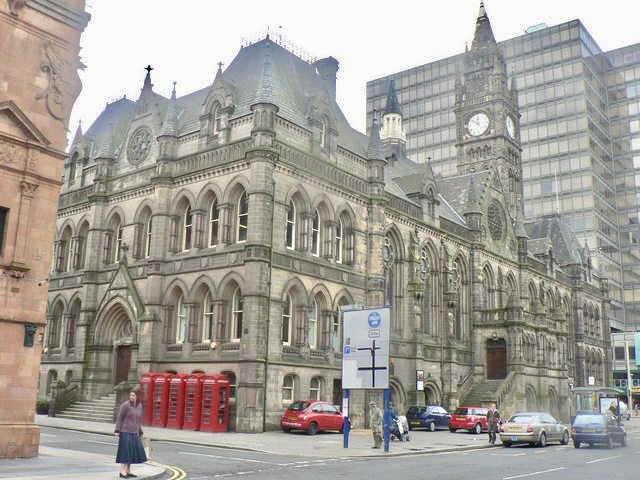
Ратуша Мідлсбро, Альберт-стріт

Це опублікований графік тенденції регіональної валової доданої вартості Мідлсбро за поточними базовими цінами (стор. 240–253) Управлінням національної статистики з цифрами в мільйонах британських фунтів стерлінгів.

### Відеокліпи
- https://www.youtube.com/user/middlesbroughcouncil